# Lista över arbetslivsmuseer i Uppsala län
Här följer en förteckning över arbetslivsmuseer i Uppsala län.

## Uppsala län
| Namn                                        | Typ av museum | Kommun, ort               | Adress Koordinat                                                                      | ID-nr | Bild                                                                                        |
| ------------------------------------------- | ------------- | ------------------------- | ------------------------------------------------------------------------------------- | ----- | ------------------------------------------------------------------------------------------- |
| Tobo Bruksmuseum                            |               | Tierp, Tobo               | Gamla Folkets Hus i Tobo 60.26138, 17.65782                                           | 4609  | Ladda upp en bild av detta arbetslivsmuseum                                                 |
| Ramhälls Gruvor                             |               | Östhammar, Ramhäll        | Ramhäll 104 60.09932, 17.94568                                                        | 4552  | Ladda upp en till bild av detta arbetslivsmuseum                                            |
| Handelsmuseet Kappen                        |               | Enköping, Örsundsbro      | Torget 59.73635, 17.3101                                                              | 2190  | Ladda upp en till bild av detta arbetslivsmuseum                                            |
| Heby tegelbruksmuseum                       |               | Heby, Heby                | 200 meter från Heby Wärdshus. En äldre tegelbyggnad med skyltar på. 59.93762, 16.8666 | 2191  | Ladda upp en till bild av detta arbetslivsmuseum                                            |
| Härnevi kvarn                               |               | Enköping, Enköping        | Härnevi 59.73322, 17.06068                                                            | 2193  | Ladda upp en till bild av detta arbetslivsmuseum                                            |
| JP Johansson museum                         |               | Enköping, Enköping        | Tallbacksvägen 2 59.63802, 17.10392                                                   | 2194  | Ladda upp en bild av detta arbetslivsmuseum                                                 |
| Kartans möbelsnickeri                       |               | Heby, Östervåla           | Kartan 60.1833, 17.1571                                                               | 2195  | Ladda upp en bild av detta arbetslivsmuseum                                                 |
| Kungs husby kvarn                           |               | Enköping, Kungs husby     | 59.52507, 17.27818                                                                    | 2197  | Ladda upp en till bild av detta arbetslivsmuseum                                            |
| Laggarstugan, Harbo Hembygdgård             |               | Heby, Harbo               | Harbo hembygdsgård, Steneborgsvägen 10 60.10977, 17.20948                             | 2199  | Ladda upp en bild av detta arbetslivsmuseum                                                 |
| Lagunda skolmuseum                          |               | Enköping, Örsundsbro      | Vid Nysätra kyrka 59.75203, 17.17105                                                  | 2200  | Ladda upp en bild av detta arbetslivsmuseum                                                 |
| Lancashiresmedjan i Karlholmsbruk           |               | Tierp, Karlholmsbruk      | Karlitplan Karlholmsbruk 60.51868, 17.64633                                           | 2201  | Se fler bilder av detta arbetslivsmuseum · Ladda upp en till bild av detta arbetslivsmuseum |
| Upsala–Lenna Jernväg, Lennakatten           |               | Uppsala, Uppsala          | Uppsala Östra och Marielunds godsmagasin 59.85688, 17.65662                           | 2202  | Se fler bilder av detta arbetslivsmuseum · Ladda upp en till bild av detta arbetslivsmuseum |
| Lövstabruk                                  |               | Tierp, Lövstabruk         | Stora gatan 45 60.41062, 17.8778                                                      | 2203  | Se fler bilder av detta arbetslivsmuseum · Ladda upp en till bild av detta arbetslivsmuseum |
| Gottfrid Skytts Snickeri                    |               | Tierp, Lövstabruk         | 60.4074, 17.88377                                                                     | 4906  | Ladda upp en bild av detta arbetslivsmuseum                                                 |
| Medicinhistoriska museet                    |               | Uppsala, Uppsala          | Eva Lagerwalls väg 8, Ulleråker 59.829, 17.65082                                      | 2204  | Ladda upp en till bild av detta arbetslivsmuseum                                            |
| Militärmuseet Sveaingenjören på Laxön       |               | Älvkarleby, Älvkarleby    | Laxön 60.56182, 17.43647                                                              | 2205  | Ladda upp en bild av detta arbetslivsmuseum                                                 |
| Psykiatrihistoriska museet                  |               | Uppsala, Uppsala          | Eva Lagerwalls väg 10, Ulleråker 59.82927, 17.65077                                   | 2207  | Ladda upp en till bild av detta arbetslivsmuseum                                            |
| Pumphuset                                   |               | Uppsala, Uppsala          | Munkgatan 2 59.85483, 17.64107                                                        | 2208  | Se fler bilder av detta arbetslivsmuseum · Ladda upp en till bild av detta arbetslivsmuseum |
| Ekeby by                                    |               | Uppsala, Ekeby            | 59.84953, 17.4561                                                                     | 2183  | Ladda upp en till bild av detta arbetslivsmuseum                                            |
| Lantbruksmuseet                             |               | Östhammar, Österbybruk    | 60.19555, 17.90137                                                                    | 2181  | Ladda upp en bild av detta arbetslivsmuseum                                                 |
| Dannemora gruvor                            |               | Östhammar, Österbybruk    | Storrymningsvägen 60.20443, 17.86033                                                  | 2180  | Se fler bilder av detta arbetslivsmuseum · Ladda upp en till bild av detta arbetslivsmuseum |
| Gamla bion i Örsundsbro                     |               | Enköping, Örsundsbro      | Uppsalavägen 11 59.73893, 17.31442                                                    | 2187  | Ladda upp en till bild av detta arbetslivsmuseum                                            |
| Frösåkers hembygdsgård                      |               | Östhammar, Östhammar      | Kyrkogatan 60.25672, 18.37003                                                         | 2186  | Ladda upp en bild av detta arbetslivsmuseum                                                 |
| Forsmarks bruksmuseum                       |               | Östhammar, Forsmarks bruk | Forsmarks bruk 60.36913, 18.15452                                                     | 2185  | Ladda upp en till bild av detta arbetslivsmuseum                                            |
| F 16 F 20 Garnisonsmuseum                   |               | Uppsala, Uppsala          | Upplands flygflottilj 59.88945, 17.60442                                              | 2184  | Ladda upp en bild av detta arbetslivsmuseum                                                 |
| Griggebo såg                                |               | Tierp, Skärplinge         | Griggebo 60.46965, 17.87153                                                           | 2189  | Se fler bilder av detta arbetslivsmuseum · Ladda upp en till bild av detta arbetslivsmuseum |
| Gimo bruksmuseum                            |               | Östhammar, Gimo           | Stenhusgatan 60.17483, 18.17183                                                       | 2188  | Ladda upp en bild av detta arbetslivsmuseum                                                 |
| Ullfors bruk                                |               | Tierp, Tierp              | 60.2737, 17.43222                                                                     | 2217  | Se fler bilder av detta arbetslivsmuseum · Ladda upp en till bild av detta arbetslivsmuseum |
| Söderfors hembygdsförening                  |               | Tierp, Söderfors          | Storgatan 1 60.38382, 17.23965                                                        | 2216  | Ladda upp en bild av detta arbetslivsmuseum                                                 |
| Strömsbergsbruks Järn- och skogsbruksmuseum |               | Tierp, Strömsbergs bruk   | Strömsbergs bruk 60.40282, 17.58245                                                   | 2215  | Ladda upp en bild av detta arbetslivsmuseum                                                 |
| Uppsala industriminnesmuseum                |               | Uppsala, Uppsala          | Salagatan 16A 59.86372, 17.64233                                                      | 2219  | Ladda upp en bild av detta arbetslivsmuseum                                                 |
| Untra kraftverk                             |               | Tierp, Untra              | 60.43892, 17.33857                                                                    | 2218  | Ladda upp en till bild av detta arbetslivsmuseum                                            |
| Östervåla möbelmuseum                       |               | Heby, Östervåla           | Mårtsbogården 60.1833, 17.1571                                                        | 2226  | Ladda upp en till bild av detta arbetslivsmuseum                                            |
| Viksta Traktormuseum                        |               | Uppsala, Viksta           | Rångsta 60.07188, 17.62228                                                            | 2224  | Ladda upp en till bild av detta arbetslivsmuseum                                            |
| Öregrund hembygdsgård                       |               | Östhammar, Öregrund       | Kyrkogatan 60.33942, 18.4373                                                          | 2225  | Ladda upp en bild av detta arbetslivsmuseum                                                 |
| Valö ångsåg                                 |               | Östhammar, Östhammar      | Joungs såg och byggvaror 60.2992, 18.12207                                            | 2222  | Ladda upp en bild av detta arbetslivsmuseum                                                 |
| Westerlundska museet                        |               | Enköping, Enköping        | Kyrkogatan 29 59.63512, 17.07635                                                      | 2223  | Ladda upp en till bild av detta arbetslivsmuseum                                            |
| Vagn- och brandmuseet                       |               | Östhammar, Österbybruk    | Herrgårdsvägen 60.1935, 17.8977                                                       | 2220  | Ladda upp en bild av detta arbetslivsmuseum                                                 |
| Vallonsmedjan i Österbybruk                 |               | Östhammar, Österbybruk    | Herrgårdsvägen 60.1941, 17.89853                                                      | 2221  | Ladda upp en till bild av detta arbetslivsmuseum                                            |
| Bennebol bruk                               |               | Uppsala, Bennebol bruk    | 59.95705, 18.36513                                                                    | 2178  | Se fler bilder av detta arbetslivsmuseum · Ladda upp en till bild av detta arbetslivsmuseum |
| Nymans vänner                               |               | Uppsala, Uppsala          | Salagatan 18 B 59.86337, 17.64297                                                     | 4303  | Ladda upp en bild av detta arbetslivsmuseum                                                 |
| Lantbruksmuseum i Läby                      |               | Uppsala, Läby             | Längs väg 72, 6 km från Uppsala 59.84972, 17.52935                                    | 4239  | Ladda upp en bild av detta arbetslivsmuseum                                                 |
| Almunge hembygdsgård                        |               | Uppsala, Almunge          | Torslund, 500 m sydväst om Almunge kyrka 59.86283, 18.06267                           | 4236  | Ladda upp en bild av detta arbetslivsmuseum                                                 |
| Jan Fridegårdsmuseet                        |               | Håbo, Bålsta              | 59.6306, 17.4845                                                                      | 4126  | Ladda upp en till bild av detta arbetslivsmuseum                                            |
| Marma flottningsmuseum                      |               | Älvkarleby, Älvakarleby   | 60.49003, 17.422                                                                      | 4460  | Ladda upp en bild av detta arbetslivsmuseum                                                 |
| Teleseum                                    |               | Enköping, Enköping        | Regementsgatan 59.64853, 17.1072                                                      | 4474  | Ladda upp en bild av detta arbetslivsmuseum                                                 |
| Nostalgimuseum                              |               | Tierp, Domarbo            | 60.39938, 17.60348                                                                    | 4391  | Ladda upp en bild av detta arbetslivsmuseum                                                 |

## Tidigare arbetslivsmuseer i Uppsala län
- Id-nr 2192, Hällsta jordbruksmuseum, Enköping.